# Josef Hederer
Josef Hederer (* 25. Juni 1927 in Kuttenplan; † 28. August 2019 in München) war ein deutscher Erziehungswissenschaftler. Er war langjähriger Leiter der Fachakademie für Sozialpädagogik der Landeshauptstadt München sowie Stadtdirektor im Schulamt der Landeshauptstadt München.

## Leben
Josef Hederer absolvierte nach der Entlassung aus der Kriegsgefangenschaft nach dem Zweiten Weltkrieg eine Ausbildung zum Jugendpfleger. Anschließend war er von 1951 bis 1962 als Jugendpfleger im Landkreis München tätig. Daneben studierte er noch Pädagogik, Psychologie und Moraltheologie an der Universität von München. Das Studium schloss Josef Hederer mit der Arbeit Die Jugendgemeinschaften und ihre Führer ab. Von 1949 bis 1964 war er Vorsitzender des Kreisjugendrings München-Land, ferner von 1954 bis 1964 stellvertretender Vorsitzender des Bezirksjugendrings Oberbayern.
1961 übernahm Josef Hederer die Leitung des Kindergärtnerinnen- und Hortnerinnenseminars sowie des Jugendleiterinnenseminars der Stadt München. Bis 1986 zeichnete er für die Ausbildungsstätte (die zwischenzeitlich umgewandelt wurde in Fachakademie für Sozialpädagogik und Heilpädagogik) verantwortlich. Zusätzlich wurde ihm 1970 für zwei Jahre die Leitung der Höheren Fachschule für Sozialarbeit übertragen. Bis zum Eintritt in den Ruhestand im Jahre 1992 war er Studiendirektor im Schulreferat der Landeshauptstadt München, Abteilung Berufliche Schulen.
Josef Hederer engagierte sich zu seinen beruflichen Verpflichtungen in ehrenamtlicher Tätigkeit. Er war Mitglied im Hauptausschuss des Fachausschusses für Soziale Berufe des Deutschen Vereins, gehörte zu den Gründungsmitgliedern der Arbeitsgemeinschaft der Bayerischen Fachschulen (später: Fachakademien) für Sozialpädagogik, dessen 1. Vorsitzender er über viele Jahre war, und gründete in München Anfang der 1970er Jahre das Archiv des Vereins zur Förderung der sozialpädagogischen Ausbildung, das über mehrere tausend Fachbücher und Zeitschriften zur Elementarpädagogik, Psychologie und verwandte Gebiete sowie Fotos, Akten, Aussagen über die Konzeptionen und Modelleinrichtungen der vor- und außerschulischen Erziehung verfügt. Ein weiterer Bereich widmet sich der Ausbildung zur Kindergärtnerin, Jugendleiterin, zu Ergotherapeuten, Werklehrern und Heilpädagogen.
Zudem war Josef Hederer publizistisch tätig. Er veröffentlichte einflussreiche Fachbücher zur Sozialpädagogik.

## Auszeichnungen
- Hermine-Albers-Preis (1962)
- Bundesverdienstkreuz am Bande (20. Dezember 1993)[4]

## Publikationen
- Die Jugendgemeinschaften und ihre Führer, München 1959
- Handbuch für Kindergärtnerinnen und Erzieher, München 1968
- Handbuch für den vorschulischen Erziehungsbereich, München 1972
- Praxis und Methodenlehre. Teil 1: Institutionskunde, München 1973
- Praxis und Methodenlehre. Teil 2: Methodenlehre, München 1973
- Pädagogik. Überlegungen zur Erziehung, München 1981
- Freizeitstätte Hort. Anregungen für die Praxis, München 1983
- Evolution der Sozialpädagogik. Quellen und Kommentare, München 1987
- Museen und Archive zur Kindergarten- und Elementarpädagogik in Deutschland, in: Unsere Jugend 2000, S. 384–386